# Lower Kalskag
Lower Kalskag ist ein Ort mit dem Status einer City in der Bethel Census Area in Alaska. Das U.S. Census Bureau hatte bei der Volkszählung 2020 eine Einwohnerzahl von 278 ermittelt. Das Eskimo-Dorf liegt im Yupik-Sprachenraum.

## Geographie
Lower Kalskag befindet sich im Südwesten von Alaska am rechten Flussufer des Kuskokwim River, 110 km nordöstlich vom Verwaltungszentrum Bethel. Der 12 m hoch gelegene Ort befindet sich im Yukon-Kuskokwim-Delta. Lower Kalskag befindet sich am Rande des Yukon Delta National Wildlife Refuge. Von Lower Kalskag führt eine Straße zum 3,5 km nordöstlich gelegenen Upper Kalskag. Dort befindet sich ein Flugplatz. Winterpfade existieren zum 60 km nordwestlich gelegenen Russian Mission und zum 44 km östlich gelegenen Aniak.

## Geschichte
Der Standort von Lower Kalskag wurde ursprünglich als Fisch-Camp der Familien von Kalskag, dem heutigen Upper Kalskag, genutzt. Ab 1930 wurde der Ort ganzjährig bewohnt. Die russisch-orthodoxe Bevölkerung von Upper Kalskag, ein überwiegend römisch-katholisches Dorf, zog in den 1930er Jahren aufgrund religiöser Streitigkeiten nach Lower Kalskag. Die russisch-orthodoxe Kapelle St. Seraphim wurde 1940 errichtet. 1959 wurde eine Schule eröffnet. 1962 folgte ein Postamt, 1965 eine Sägemühle, 1969 ein Kraftwerk. 1969 erhielt Lower Kalskag den Status einer City. Ende der 1970er Jahre wurde eine neue Kirche gebaut. Der Verkauf und die Einfuhr von Alkohol sind in Lower Kalskag verboten.

## Demografie
Zum Zeitpunkt der Volkszählung im Jahre 2020 (U.S. Census 2020) hatte Lower Kalskag 278 Einwohner auf einer Landfläche von 3,22 km². Von den Einwohnern waren 6 Weiße sowie 262 amerikanisch-indianischer Abstammung.
Beim Zensus im Jahr 2000 wurden 267 Einwohner gezählt, 2010 waren es 282.